# Agrioglypta samoana
Agrioglypta samoana là một loài bướm đêm trong họ Crambidae.